# Kościół Najświętszej Maryi Panny Wspomożycielki Wiernych w Rojewie
Kościół Najświętszej Maryi Panny Wspomożycielki Wiernych – rzymskokatolicki kościół parafialny należący do parafii pod tym samym wezwaniem (dekanat gniewkowski archidiecezji gnieźnieńskiej).
Świątynia została wzniesiona jako kościół ewangelicki. Jej budowę zaproponowała królewska komisja kolonizacyjna w dniu 1 października 1907 roku. Wybudowano ją w 1910 roku kosztem 86 400 marek. Kościół był filią parafii ewangelickiej w Rojewicach.
Po zakończeniu II wojny światowej budowla została przekazana katolikom jako tzw. „mienie poniemieckie”.
Dawna świątynia ewangelicka została wybudowana i wymurowana w stylu eklektyzmu narodowego. Sam kościół z prezbiterium i zakrystią reprezentuje styl romańsko-renesansowy, z kolei wieża główna nosi cechy stylu neoklasycyzmu, nawiązując do tradycji architektury barokowej. Nakrywa ją baniasty dach hełmowy z otwartą ośmiokątną latarnią podbitą blachą. Świątynia została otynkowana w kolorze pastelowym.